# Kvark-gluonska plazma
Kvark-gluonska plazma (engl. quark–gluon plasma - QGP) ili kvarkna supa je stanje materije u kvantnoj hromodinamici (engl. quantum chromodynamics - QCD) koje postoji pri ekstremno visokoj teperaturi i/ili gustini. Smatra se da se ovo stanje sastoji od asimptotski slobodnih snažno interagujućih kvarkova i gluona, koji su obično ograničeni zatvaranjem boje unutar atomskih jezgara ili drugih hadrona. To je analogno konvencionalnoj plazmi u kojoj se jezgra i elektroni, zatvoreni unutar atoma elektrostatičkim silama u uslovima okruženja, mogu slobodno kretati. Veštačka kvarkna materija, koja je proizvedena u Relativističkom sudaraču teških jona Nacionalne laboratorije u Brukhejvenu i Velikom hadronskom sudaraču CERN-a, može se proizvesti u samo sićušnim količinama, nestabilna je i nemoguće ju je zadržati. Ona se radioaktivno raspada u deliću sekunde u stabilne čestice putem hadronizacije. Proizvedeni hadroni ili njihovi proizvodi raspadanja i gama zraci mogu se tada detektovati. U faznom dijagramu kvarkna materija, QGP se postavlja u režim visoke temperature i velike gustine, dok je obična materija hladna i razređena mešavina jezgara i vakuuma, a hipotetične kvarkne zvezde bi se sastojale od relativno hladne, ali guste kvarkne materije. Smatra se da je svemir tokom nekoliko milisekundi nakon Velikog praska, bio u stanju kvark-gluonske plazme, što je poznato kao kvarkna epoha.
Snaga sile boje znači da se za razliku plazme koja nalikuje gasu, kvark-gluonska plazma ponaša kao gotovo idealna Fermijeva tečnost, mada su istraživanja karakteristika protoka u toku. Istraživački timovi u RHIC-u i pri LHC-ovom Kompaktnom mionskom solenoidnom detektoru tvrdili su da to tečnost ili da postoji čak skoro savršen protok tečnosti sa gotovo nikakvim otporom trenja ili viskoznosti. QGP se razlikuje od „slobodnih” sudara po nekoliko svojstava; na primer, njen sadržaj čestica ukazuje na privremenu hemijsku ravnotežu koja stvara višak stranih kvarkova srednje energije nasuprot neravnomernoj distribuciji koja meša lagane i teške kvarkove („stvaranje stranosti”), i ne dozvoljava prolazak mlazova čestica („gašenje mlazom”).
Eksperimenti na CERN-ovom Super protonskom sinhrotronu (SPS) prvi su pokušali da stvore QGP tokom 1980-ih i 1990-ih. Rezultati su podstakli CERN da objavi indirektne dokaze o „novom stanju materije” 2010. godine. Naučnici pri Relativističkom sudaraču teških jona (RHIC)  Brukhejvenske nationalne laboratorije saopštili su 2000. godine da su oni stvorili kvark-gluonsku plazmu sudarajući jone zlata gotovo brzinom svetlosti, dostižući temperaturu od 4 biliona stepeni Celzijusa. Eksperimenti iz 2017. godine pri RHIC na Long Ajlendu (Njujork, SAD) i pri CERN-ovom Velikom hadronskom sudaraču u blizini Ženeve (Švajcarska) nastavljaju ovaj napor,  sudaranjem relativistički ubrzanog zlata i drugih vrsta jona (pri RHIC) ili olova (pri LHC) međusobno ili sa protonima. Tri eksperimenta na CERN-ovom Velikom hadronskom sudaraču (LHC), na spektrometrima ,  i , nastavili su proučavanjei svojstva QGP. CERN je privremeno prestao sa sudaranjem protona i počeli su rad na sudaranju olovnih jona za ALICE eksperiment 2011. godine, da bi stvorili QGP. Nova rekordno velika temperatura je ostvarena u ALICE: Velikom eksperimentu jonskog sudarača pri CERN-u, avgusta 2012. godine. Njihova publikacija u časopisu , navodi temperaturni opseg od 5,5 biliona (5,51012) kelvina.

## Opšti uvod
Kvark–gluonska plazma je stanje materije u kome su elementarne čestice koje sačinjavaju hadrone barionske materije oslobođene od njihove jake međusobne privlačnosti pod ekstremno visokim energetskim gustinama. Ove čestice su kvarkovi i gluoni koji sačinjavaju barionsku materiju. U normalnoj materiji kvarkovi su ograničeni; u QGP kvarkovi nemaju ta ograničenja. U klasičnoj QCD kvarkovi su fermionske komponente hadrona (mezoni i barioni), dok se gluoni smatraju bozonskim komponentama takvih čestica. Gluoni su nosači sile, ili bozoni, QCD sile boje, dok su sami kvarkovi njihovi fermionski pandani.
Iako su eksperimentalne visoke temperature i gustine predviđene kao neophodne za stvaranje kvark-gluonske plazme realizovane u laboratoriji, dobijena materija se ne ponaša kao kvazi idealno stanje slobodnih kvarkova i gluona, već, kao skoro savršena gusta tečnost. Zapravo, činjenica da kvark-gluonska plazma još uvek neće biti „slobodna” na temperaturama ostvarenim u sadašnjim akceleratorima predviđena je 1984. godine kao posledica preostalih efekata zatočenja.

## Literatura
- Rafelski, Johann, ур. (2016). Melting Hadrons, Boiling Quarks - From Hagedorn Temperature to Ultra-Relativistic Heavy-Ion Collisions at CERN (на језику: енглески). Cham: Springer International Publishing. Bibcode:2016mhbq.book.....R. ISBN 978-3-319-17544-7. doi:10.1007/978-3-319-17545-4.
- E, Fortov Vladimr (2016). Thermodynamics And Equations Of State For Matter: From Ideal Gas To Quark–gluon Plasma (на језику: енглески). World Scientific. ISBN 978-981-4749-21-3.
- Kapusta, J. I.; Müller, B.; Rafelski, Johann, ур. (2003). Quark–gluon plasma: theoretical foundations. Amsterdam: North-Holland. ISBN 978-0-444-51110-2.
- Yagi, Kohsuke; Hatsuda, Tetsuo; Miake, Yasuo (2005). Quark–Gluon Plasma: From Big Bang to Little Bang. Cambridge monographs on particle physics, nuclear physics, and cosmology. Cambridge: Cambridge Univ. Press. ISBN 978-0-521-56108-2.
- Florkowski, Wojciech (2010). Phenomenology of ultra-relativistic heavy-ion collisions. Singapore: World Scientific. ISBN 978-981-4280-66-2.
- Banerjee, Debasish; Nayak, Jajati K.; Venugopalan, Raju (2010).  Sarkar, Sourav; Satz, Helmut; Sinha, Bikash, ур. The Physics of the Quark-Gluon Plasma. Lecture Notes in Physics (на језику: енглески). 785. Berlin, Heidelberg: Springer Berlin Heidelberg. ISBN 978-3-642-02285-2. arXiv:0810.3553 . doi:10.1007/978-3-642-02286-9.
- Stock, R., ур. (2010). Relativistic Heavy Ion Physics. Landolt-Börnstein - Group I Elementary Particles, Nuclei and Atoms. 23. Berlin, Heidelberg: Springer Berlin Heidelberg. CiteSeerX 10.1.1.314.4982 . ISBN 978-3-642-01538-0. doi:10.1007/978-3-642-01539-7.
- Sahu, P. K.; Phatak, S. C.; Viyogi, Yogendra Pathak (2009). Quark Gluon Plasma and Hadron Physics (на језику: енглески). Narosa Publishing House. ISBN 978-81-7319-957-8.
- Letessier, Jean; Rafelski, Johann (2002-05-30). Hadrons and Quark–Gluon Plasma (на језику: енглески). Cambridge University Press. ISBN 978-1-139-43303-7.
- The Physics of the Quark-Gluon Plasma. Lecture Notes in Physics (на језику: енглески). 225. Berlin, Heidelberg: Springer Berlin Heidelberg. 1985. ISBN 978-3-540-15211-8. doi:10.1007/bfb0114317.
- Gazdzicki, Marek; Gorenstein, Mark; Seyboth, Peter (2020). „Brief History of the Search for Critical Structures in Heavy-ion Collisions”. Acta Physica Polonica B. 51 (5): 1033. Bibcode:2020AcPPB..51.1033G. arXiv:2004.02255 . doi:10.5506/APhysPolB.51.1033.
- Rafelski, Johann (2020). „Discovery of Quark–Gluon Plasma: Strangeness Diaries”. The European Physical Journal Special Topics (на језику: енглески). 229 (1): 1—140. Bibcode:2020EPJST.229....1R. ISSN 1951-6401. arXiv:1911.00831 . doi:10.1140/epjst/e2019-900263-x.
- Pasechnik, Roman; Šumbera, Michal (2017). „Phenomenological Review on Quark–Gluon Plasma: Concepts vs. Observations”. Universe (на језику: енглески). 3 (1): 7. Bibcode:2017Univ....3....7P. ISSN 2218-1997. arXiv:1611.01533 . doi:10.3390/universe3010007 .
- Satz, Helmut; Stock, Reinhard (2016). „Quark Matter: The Beginning”. Nuclear Physics A (на језику: енглески). 956: 898—901. Bibcode:2016NuPhA.956..898S. doi:10.1016/j.nuclphysa.2016.06.002.
- Quercigh, E. (2012). „Four heavy-ion experiments at the CERN-SPS: A trip down memory lane”. Acta Physica Polonica B (на језику: енглески). 43 (4): 771. ISSN 0587-4254. doi:10.5506/APhysPolB.43.771.
- Gazdzicki, M. (2012). „On the history of multi-particle production in high energy collisions”. Acta Physica Polonica B (на језику: енглески). 43 (4): 791. Bibcode:2012arXiv1201.0485G. ISSN 0587-4254. arXiv:1201.0485 . doi:10.5506/APhysPolB.43.791.
- Müller, B. (2012). „Strangeness and the quark–gluon plasma: thirty yars of discovery”. Acta Physica Polonica B (на језику: енглески). 43 (4): 761. ISSN 0587-4254. arXiv:1112.5382 . doi:10.5506/APhysPolB.43.761.
- Heinz, Ulrich (2008). „From SPS to RHIC: Maurice and the CERN heavy-ion programme”. Physica Scripta. 78 (2): 028005. Bibcode:2008PhyS...78b8005H. ISSN 0031-8949. arXiv:0805.4572 . doi:10.1088/0031-8949/78/02/028005.
- Baym, G. (2002). „RHIC: From dreams to beams in two decades”. Nuclear Physics A (на језику: енглески). 698 (1): xxiii—xxxii. Bibcode:2002NuPhA.698D..23B. arXiv:hep-ph/0104138 . doi:10.1016/S0375-9474(01)01342-2. Непознати параметар |DUPLICATE_issue= игнорисан (помоћ)

## Spoljašnje veze
- The Relativistic Heavy Ion Collider at Brookhaven National Laboratory
- The Alice Experiment Архивирано на веб-сајту  (2. јун 2011) at CERN
- The Indian Lattice Gauge Theory Initiative
- Quark matter reviews. „2004 theory”. arXiv:pdf/nucl-ex/0405007  Проверите вредност параметра |arxiv= (помоћ). Непознати параметар |DUPLICATE_arxiv= игнорисан (помоћ),
- Quark-Gluon Plasma reviews. „2011 theory”. arXiv:abs/1101.3937  Проверите вредност параметра |arxiv= (помоћ).
- Lattice reviews. . 2003. arXiv:pdf/hep-ph/0505073  Проверите вредност параметра |arxiv= (помоћ). Непознати параметар |DUPLICATE_arxiv= игнорисан (помоћ); Недостаје или је празан параметар |title= (помоћ),
- BBC article mentioning Brookhaven results (2005)
- Physics News Update article on the quark-gluon liquid, with links to preprints
- Read for free : „Hadrons and Quark-Gluon Plasma”. 2002. ISBN 0-521-38536-9. Недостаје или је празан параметар |title= (помоћ) by Jean Letessier and Johann Rafelski   Cambridge University Press  , Cambridge, UK;